# Ituterion arborea
Ituterion arborea là một loài thực vật có hoa trong họ Salvadoraceae. Loài này được (Forssk.) Raf. mô tả khoa học đầu tiên năm 1838.